# Carrera del salmón

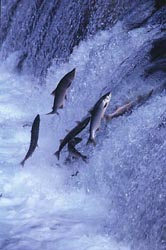
Salmones saltando en una cascada

Los salmones pasan su juventud en los ríos, y luego nadan hacia el mar en el que viven su vida adulta y desarrollan la mayor parte de su masa corporal. Cuando han madurado, vuelven a los ríos para desovar. Por lo general, regresan con asombrosa precisión al río natal donde nacieron, e incluso en el lugar exacto de su nacimiento. Se cree que, cuando se encuentran en el océano, utilizan magnetorrecepcion para localizar la posición general de su río natal, y una vez cerca del río,  utilizan su sentido del olfato para ubicar la entrada del río hasta el lugar de su nacimiento.
Científicos de la Universidad Estatal de Oregón (OSU, por sus siglas en inglés), en Estados Unidos, han confirmado la conexión entre el salmón y el campo magnético de la Tierra, lo que sugiere que puede ayudar a explicar cómo los peces pueden navegar a través de miles de kilómetros de agua para encontrar su río de origen.
En el noroeste de América, el salmón es una especie clave, lo que significa que el impacto que tienen sobre otras especies es mayor de lo que cabría esperar en relación con su biomasa. La muerte del salmón tiene consecuencias importantes, ya que significa que los nutrientes importantes en sus cuerpos, ricos en nitrógeno, azufre, carbono y fósforo, son transferidos desde el océano a la fauna terrestre, como los osos y los bosques ribereños adyacentes a los ríos. Esto tiene efectos en cadena, no solo para la próxima generación de salmón, sino para todas las especies que viven en las zonas ribereñas al alcance salmón. Los nutrientes también se pueden lavar aguas abajo en los estuarios donde se acumulan y proporcionan adicional apoyo para la cría de aves de estuarios.

## Antecedentes
Los salmones son peces anádromos del hemisferio norte que pasan su fase del océano, ya sea en el Atlántico o el Océano Pacífico. Ellos no prosperan en agua tibia. Solo hay una especie de salmón que se encuentra en el Atlántico, comúnmente llamado el salmón del Atlántico. Estos salmones nadan río arriba en ambos lados del océano. Siete especies de salmón habitan el Pacífico, y estos se conocen colectivamente como el salmón del Pacífico. Cinco de estas especies corren los ríos en ambos lados del Pacífico, pero dos especies se encuentran solamente en el lado asiático. En el siglo XIX, el salmón Chinook se estableció con éxito en el hemisferio sur, lejos de su área de distribución natural, en los ríos de Nueva Zelanda. Los intentos de establecer salmones anádromos en otros lugares no han tenido éxito.
El ciclo de vida de un salmón anádromo comienza y, si sobrevive el ciclo completo de su vida natural, por lo general termina en un lecho de grava en la parte alta de un arroyo o río. Estas son las zonas de desove de salmón donde depositan los huevos de salmón, por seguridad, en la grava. Las zonas de desove del salmón son también los viveros de salmón, proporcionando un entorno más protegido que el océano generalmente junto. Después de 2 a 6 meses los huevos eclosionan en larvas diminutas llamadas alevines o alevín. El alevín tiene un saco que contiene el resto de la yema de huevo, y que permanecen ocultos en la grava mientras se alimentan de la yema. Cuando la yema ha ido deben encontrar comida para ellos, por lo que salen de la protección de la grava y empiezan a alimentarse de plancton.  Al final del verano, los alevines se convierten en peces juveniles llamado amuje. Los amujes se alimentan de pequeños invertebrados y se camuflan con un patrón de puntos y barras verticales. Permanecen en esta fase para un máximo de tres años.

## Regresar del océano
Al acercarse a la época en que están listos para migrar hacia el mar los salmones jóvenes pierden sus barras de camuflaje y se someten a un proceso de cambios fisiológicos que les permite sobrevivir el paso del agua dulce al agua salada.  Esguines pasan el tiempo en las aguas salobres del estuario del río mientras su química del cuerpo ajusta su osmorregulación para hacer frente a los altos niveles de sal que se encontrarán en el océano.   También crecen las escamas plateadas que confunden visualmente depredadores del océano. Cuando han madurado lo suficiente a finales de primavera, y son unos 15 a 20 centímetros de largo, las crías nadan fuera de los ríos y en el mar. Allí pasan su primer año después de ser esguines . Forman grupos con otros esguines maduros, y viajan para encontrar áreas de alimentación de aguas profundas. Entonces pasan hasta cuatro años más como salmón marino adulto mientras su natación y la capacidad reproductiva se desarrolla.
Entonces, en una de las migraciones más extremas del reino animal, el regreso del salmón en el agua salada del océano de nuevo a un río de agua dulce para desovar de nuevo.

## Los obstáculos de la carrera
El salmón inicia la carrera en sus mejores condiciones, después de años de desarrollo en el océano. Necesitan altas capacidades de natación para enfrentar los rápidos y otros obstáculos que el río pueda presentar. Necesitan un desarrollo sexual completo para garantizar un desove exitoso al final de la carrera. Toda su energía se usa en los rigores físicos del viaje y las transformaciones morfológicas que todavía deben completar antes de estar listos para los eventos de desove por delante.
El correr por el río puede ser agotador, a veces requiere al salmón nadar cientos de kilómetros río arriba contra las corrientes y rápidos. Ellos dejan de alimentarse durante la carrera.  El salmòn Chinook y el salmón rojo del centro de Idaho debe viajar 900 millas (1.400 km) y subir cerca de 7.000 pies (2.100 m) antes de que estén listos para desovar. Las muertes de salmón que se producen en el viaje río arriba se denominan mortalidad en la ruta.
El salmón negocia cascadas y rápidos saltando o brincando. Ellos han sido registrados haciendo saltos verticales tan altos como 3,65 metros (12 pies).  La altura que un salmón puede alcanzar por un salmón depende de la posición de la onda estacionaria o salto hidráulico en la base de la caída, así como la profundidad del agua.
Las escaleras de peces, o pasos de peces, están especialmente diseñados para ayudar a los salmones y otros peces a pasar represas de derivación y otros obstáculos artificiales, a continuar hacia sus lugares de desove río arriba. Estudios recientes sugieren que esclusas de navegación, que suponen un importante obstáculo para las especies diádromas, pueden ser utilizadas como pasos para peces mediante ajustes en su funcionamiento.
Depredadores especializados, tales como osos, águilas calvas y los pescadores pueden esperar el salmón durante su carrera.
Los osos de pelajes negros son fácilmente detectados a luz del día y los osos pescan con más éxito usando sus oídos durante la noche.
Los osos pardos que normalmente son solitarios se congregan por los arroyos y ríos cuando desovan los salmones.  La depredación de focas comunes, leones marinos de California, y los leones marinos de Steller, puede representar una amenaza significativa, incluso en los ecosistemas fluviales.
Los osos negros también pescan el salmón, Los osos negros por lo general operan durante el día, pero cuando se trata de salmón tienden a pescar por la noche. Esto es, en parte para evitar la competencia con los osos pardos más poderosos, pero también se debe a que capturan más salmón en la noche.  Durante el día, el salmón es muy evasivo y en sintonía con pistas visuales, pero por la noche se centran en sus actividades de desove,  generando pistas acústicas que los osos captan. Los osos negros también pueden pescar salmón durante la noche debido a que su pelaje negro es fácilmente detectado por el salmón en el día. En 2009, los investigadores compararon el éxito de forrajeo de los osos negros con los osos Kermode una su especie transformada del oso negro, una especie transformadas del oso negro. Encontraron que el oso Kermode,  no tuvieron más éxito capturando salmón en la noche, pero tuvo mayor éxito que los osos negros durante el día.
Las nutrias son también depredadores comunes. En 2011, los investigadores mostraron que cuando las nutrias cazan al salmón, el salmón puede sentirlas. Demostraron que una vez que las nutrias han comido salmón, los otros salmones pueden detectar y evitar las aguas donde existe presencia de heces de nutrias.